# Blondin et Cirage
Pour les articles homonymes, voir Blondin et Cirage.
« Pwa-kassé » redirige ici. Pour l’article homophone, voir Pois cassé.
Blondin et Cirage est une série de bande dessinée franco-belge créée en 1939 par Jijé dans le no 29 du journal Petits Belges ; par la suite elle est publiée dans le journal Spirou entre 1947 et 1963. Elle met en scène deux jeunes garçons, l'un blond et l'autre noir. En 1947 Victor Hubinon anime la série le temps d'une histoire.

## Synopsis
La série met en scène les aventures de deux enfants, Blondin et Cirage, le premier a la peau blanche et le second la peau noire. Les deux jeunes garçons effectuent de nombreux voyages et vivent des aventures fantastique ou policière au ton mouvementé.

## Historique
La série est publiée à partir de juillet 1939 dans le no 29 du journal belge catholique Petits Belges. Le journal pour jeunes souhaite enrichir son contenu avec des bandes dessinées pour remplacer les anciennes façons de raconter des histoires à base d'articles ou de feuilletons illustrés éducatifs. Jijé abandonne son personnage de Jojo publié dans Le Croisé, héros proche de Tintin, dont il a rapidement fait le tour et qui lui fait prendre conscience de la limite des personnages solitaires. Pour cette nouvelle histoire, il invente un duo composé d'un petit blanc, nommé Blondin, et un petit noir, nommé Cirage. Importuné par le paternalisme colonial de Tintin au Congo, il fait de Blondin un petit malin qui croit tout savoir, mais c'est Cirage qui tire le duo des problèmes et qui a le beau rôle. Trois histoires paraissent entre 1939 et 1942, même si Cirage est absent de la troisième histoire, occupation nazie de la Belgique oblige. Par la suite, Jijé abandonne ses séries pour se consacrer à une ambitieuse biographie en bande dessinée de Don Bosco, il cède gratuitement les droits de la série à la World's Press de Georges Troisfontaines qui confie la réalisation d'une histoire à Victor Hubinon. Cette histoire marque l'entrée de la série dans le journal Spirou à partir du no 502 publié en 1947. Pendant ce temps, Jijé part une année au Mexique puis aux États-Unis, un voyage qui va beaucoup lui servir par la suite dans les histoires de Blondin et Cirage. Quand il récupère la série, sa première histoire, en 1951, envoie les héros au Mexique. Quatre autres histoires vont suivre. Mais Jijé a déjà une autre idée : créer un western pour Spirou. Ainsi nait Jerry Spring en 1954, qui va faire mettre Blondin et Cirage entre parenthèses après une dernière histoire qui se termine en 1955 dans le no 881 de Spirou et où va notamment apparaitre un Marsupilami goulu et idiot, parodie de celui créé par André Franquin. La série revient pour une ultime apparition dans le no 1339 du journal Spirou spécial Noël avec une histoire complète de cinq planches intitulé Le merveilleux Noël de Blondin et Cirage dessiné dans un style beaucoup plus épuré.
| N°           | Titre                                                            | Nombre de pages | Scénario       | Dessin         | Périodiques       | Pays              | De      | De               | À       | À                |
| de l'épisode | de l'épisode                                                     | Nombre de pages | Scénario       | Dessin         | de prépublication | de prépublication | N°      | Date             | N°      | Date             |
| ------------ | ---------------------------------------------------------------- | --------------- | -------------- | -------------- | ----------------- | ----------------- | ------- | ---------------- | ------- | ---------------- |
| 1            | Blondin et Cirage en Amérique                                    | 46              | Jijé           | Jijé           | Petits Belges     | Belgique          | no 29   | 1939             |         |                  |
| 2            | Blondin et Cirage contre les gangsters                           | 60              | Jijé           | Jijé           | Petits Belges     | Belgique          | no 28   | 1940             | no 37   | 1941             |
| 3            | Jeunes Ailes                                                     | ?               | Jijé           | Jijé           | Petits Belges     | Belgique          |         |                  |         |                  |
| 4            | Blondin et Cirage (Les Nouvelles aventures de Blondin et Cirage) | 63              | Victor Hubinon | Victor Hubinon | Spirou            | Belgique          | no 502  | 27 novembre 1947 | no 564  | 3 février 1949   |
| 5            | Blondin et Cirage au Mexique                                     | 64              | Jijé           | Jijé           | Spirou            | Belgique          | no 665  | 11 janvier 1951  | no 686  | 7 juin 1951      |
| 6            | Le nègre blanc                                                   | 44              | Henri Gillain  | Jijé           | Spirou            | Belgique          | no 687  | 14 juin 1951     | no 708  | 8 novembre 1951  |
| 7            | Kamiliola                                                        | 48              | Jijé           | Jijé           | Spirou            | Belgique          | no 723  | 21 février 1952  | no 744  | 17 juillet 1952  |
| 8            | Silence! On tourne                                               | 43              | Jijé           | Jijé           | Spirou            | Belgique          | no 798  | 30 juillet 1953  | no 819  | 24 décembre 1953 |
| 9            | Blondin et Cirage découvrent les soucoupes volantes              | 64              | Jijé, Franquin | Jijé, Franquin | Spirou            | Belgique          | no 871  | 23 décembre 1954 | no 881  | 3 mars 1955      |
| 10           | Le merveilleux Noël de Blondin et Cirage                         | 5               | Jijé           | Jijé           | Spirou            | Belgique          | no 1339 | 12 décembre 1963 | no 1339 | 12 décembre 1963 |

## Résumé des histoires

### Blondin et Cirage découvrent les soucoupes volantes (1954-1955)
Un impresario, voulant acheter un marsupilami, envoie Blondin et Cirage en Afrique pour rencontrer le naturaliste Labarbousse qui vient d'en capturer un, mais le Marsupilamus Africanus n'a pas de queue. Blondin et Cirage vont ensuite au Tibet à la recherche de l'abominable Homme-des-Neiges où ils rencontrent des êtres étranges qui voyagent en soucoupes volantes.
L'histoire est éditée par Dupuis en 1978 dans la collection « Péché de jeunesse »,.

## Personnages
Les deux héros sont un duo de jeunes garçons nommés Blondin et Cirage et qui résident ensemble et vivent apparemment de manière indépendante, sans parents excepté un père commun qui apparaîtra aux sports d'hiver dans l'épisode Kamilioka. Blondin, est blanc, sérieux et tente de résoudre les problèmes en les analysant. Cirage est noir, spontané, plus aventureux et joyeux drille. Il se révèle en fait le véritable héros de la série puisque c'est lui qui résout les problèmes que rencontrent les deux héros. Leur ami Pwa-kassé, fils du roi africain Trombonakoulis et prince héritier du peuple des Bikitililis, apparait dans Le Nègre blanc, Silence, on tourne ! et Blondin et Cirage découvrent les Soucoupes volantes. Leur amie Conchita, jeune mexicaine, apparaît dans les albums Blondin et Cirage au Mexique et Silence, on tourne !. Elle est également mentionnée sur début dans Le Nègre blanc.

## Publication

### Albums

#### La collection originale
Le premier album de la série parait en 1942 aux éditions Averbode et s'intitule Blondin et Cirage en Amérique. La même année, sort le deuxième album intitulé Blondin et Cirage contre les gangsters. Le troisième album intitulé Jeunes Ailes sort en 1946. Ces trois premiers albums sont en noir et blanc. À partir du quatrième album, la série passe aux éditions Dupuis.  Il s'intitule Les Nouvelles Aventures de Blondin et Cirage et est réalisé par Victor Hubinon en 1951 ; cet album est particulièrement rare puisqu'un incendie a détruit les films de l'album. Jijé récupère la série à partir du cinquième album sortie l'année suivante, qui s'intitule Blondin et Cirage au Mexique. Le sixième album sort la même année et s'intitule Le Nègre blanc. En 1954, sort le septième album intitulé Kamiliola et le huitième album intitulé Silence, on tourne !. Le dixième et dernier album sort en 1956 et s'intitule Les Soucoupes volantes.

#### Réédition
Entre 1973 et 1977, les Éditions Michel Deligne réédite trois albums : le deuxième, le quatrième et le cinquième. En 1980, les éditions Yann Rudler réédite le troisième album avec une couverture d'Yves Chaland. Entre 1984 et 1985, les éditions Magic Strip réédite le troisième album et le premier album avec des couvertures de Gert Dooreman . Les éditions Dupuis publient entre 1991 et 2004 l'intégrale des histoires de Jijé, dont Blondin et Cirage publiée dans les trois premiers tomes.

### Revues
La série est publiée pour la première fois dans le no 29 du 16 juillet 1939 du journal catholique Petits Belges avec l'histoire à suivre Blondin et Cirage en Amérique. La publication de cette histoire se termine le 29 septembre 1940. L'histoire à suivre Blondin et Cirage contre les gangsters est publiée du 27 octobre 1940 au 14 septembre 1941 et Jeunes Ailes du 12 octobre 1941 au 13 septembre 1942. En 1947, la série rejoint le journal Spirou et Victor Hubinon récupère la série le temps d'une histoire à suivre intitulée simplement Blondin et Cirage, publiée du no 502 au no 564. Jijé récupère la série et publie en 1951 les histoires à suivre Blondin et Cirage au Mexique du no 665 au no 686, ainsi que Le nègre blanc du no 687 au no 708. L'année suivante, est publiée du no 723 au no 744 l'histoire à suivre intitulée Kamiliola. En 1953, est publiée l'histoire à suivre Silence on tourne ! du no 798 au no 819, puis l'année suivante la dernière histoire à suivre de la série intitulée Soucoupes volantes, publiée du no 871 au no 881. La série fait une ultime apparition en 1963 avec l'histoire complète de cinq planches intitulée Le merveilleux Noël de Blondin et Cirage publiée dans le no 1339 spécial Noël.